# Syringa persica
Syringa persica är en syrenväxtart som beskrevs av Carl von Linné. Syringa persica ingår i släktet syrener, och familjen syrenväxter. Inga underarter finns listade i Catalogue of Life.